# Superliga Brasileira de Voleibol Masculino de 2024–25 - Série A
A Superliga Brasileira de Voleibol Masculino de 2024–25 - Série A foi a 31.ª edição desta competição organizada pela Confederação Brasileira de Voleibol (CBV) através da Unidade de Competições Nacionais (UNC), que ocorreu de 20 de outubro de 2024 a 4 de maio de 2025. Foram doze equipes provenientes de quatro estados brasileiros (Sâo Paulo, Minas Gerais, Góias e Santa Catarina) participaram desta edição. 
O Sada Cruzeiro Vôlei sagrou-se campeão pela nona vez ao derrotar na final o Vôlei Renata/Campinas, demonstrando mais uma vez sua hegemonia no voleibol brasileiro. As finais da Superliga Masculina de 2024/2025 retornaram ao Ginásio do Ibirapuera, em São Paulo, após 15 anos.

## Regulamento
A fase classificatória da competição é disputada por doze equipes em dois turnos. Em cada turno, todos os times jogaram entre si uma única vez. Os jogos do segundo turno serão realizados na mesma ordem do primeiro, apenas com o mando de quadra invertido.
Após o fim da fase classificatória, os 8 primeiros colocados avançarão para os playoffs, definidos em quartas de final, semifinais (ambas no sistema de melhor de 3 jogos) e final (partida única). Os dois últimos colocados serão rebaixados para a Superliga Série B de 2026.
Nas quartas de final, haverá um cruzamento entre as equipes com os melhores índices técnicos seguindo a lógica: 1ª x 8ª (A); 2ª x 7ª(B); 3ª x 6ª(C) e 4ª x 5ª(D), sendo um mando de quadra para cada equipe e o jogo de desempate, caso necessário, no ginásio da equipe com o melhor índice técnico da fase classificatória. As semifinais serão disputadas pelas equipes vencedoras das quartas de final, seguindo a lógica: vencedora do duelo A x vencedora do duelo D; vencedora do duelo B x vencedora do duelo C, com um mando de quadra para cada equipe e o jogo de desempate, caso necessário, no ginásio da equipe com o melhor índice técnico da fase classificatória.
A terceira e a quarta colocações serão definidas pelo melhor índice técnico da fase classificatória.

## Equipes participantes
Doze equipes participaram desta edição. São elas:
| Escudo | Equipe Nome fantasia                    | Ginásio Cidade                        | Cap.   | Temporada 2023–24 | Minas TC Sada Cruzeiro SESI-SP BVC Campinas Vôlei Guarulhos APAN Blumenau Vôlei São José Praia Clube Suzano Vôlei Neurologia Ativa Goiás EC Joinville VôleiLocalização das equipes participantes da Superliga Série A de 2024–25 |
| ------ | --------------------------------------- | ------------------------------------- | ------ | ----------------- | --- |
|        | APAN Blumenau APAN/Roll-on              | Galegão Blumenau                      | 3 000  | 10º (A)           | Minas TC Sada Cruzeiro SESI-SP BVC Campinas Vôlei Guarulhos APAN Blumenau Vôlei São José Praia Clube Suzano Vôlei Neurologia Ativa Goiás EC Joinville VôleiLocalização das equipes participantes da Superliga Série A de 2024–25 |
|        | Minas TC Itambé/Minas                   | Arena UniBH Belo Horizonte            | 3 650  | 7º (A)            | Minas TC Sada Cruzeiro SESI-SP BVC Campinas Vôlei Guarulhos APAN Blumenau Vôlei São José Praia Clube Suzano Vôlei Neurologia Ativa Goiás EC Joinville VôleiLocalização das equipes participantes da Superliga Série A de 2024–25 |
|        | Joinville Vôlei                         | Cau Hansen Joinville                  | 4 000  | 4º (A)            | Minas TC Sada Cruzeiro SESI-SP BVC Campinas Vôlei Guarulhos APAN Blumenau Vôlei São José Praia Clube Suzano Vôlei Neurologia Ativa Goiás EC Joinville VôleiLocalização das equipes participantes da Superliga Série A de 2024–25 |
|        | AA Neurologia Ativa Neurologia Ativa    | Rio Vermelho Goiânia                  | 5 000  | Vice-campeão (B)  | Minas TC Sada Cruzeiro SESI-SP BVC Campinas Vôlei Guarulhos APAN Blumenau Vôlei São José Praia Clube Suzano Vôlei Neurologia Ativa Goiás EC Joinville VôleiLocalização das equipes participantes da Superliga Série A de 2024–25 |
|        | Praia Clube                             | UTC Uberlândia                        | 2 200  | 8º (A)            | Minas TC Sada Cruzeiro SESI-SP BVC Campinas Vôlei Guarulhos APAN Blumenau Vôlei São José Praia Clube Suzano Vôlei Neurologia Ativa Goiás EC Joinville VôleiLocalização das equipes participantes da Superliga Série A de 2024–25 |
|        | Sada Cruzeiro Vôlei                     | Riacho Contagem                       | 2 000  | 5º (A)            | Minas TC Sada Cruzeiro SESI-SP BVC Campinas Vôlei Guarulhos APAN Blumenau Vôlei São José Praia Clube Suzano Vôlei Neurologia Ativa Goiás EC Joinville VôleiLocalização das equipes participantes da Superliga Série A de 2024–25 |
|        | Goiás EC Saneago Goiás Vôlei            | Goiânia Arena Goiânia                 | 11 000 | Campeão (B)       | Minas TC Sada Cruzeiro SESI-SP BVC Campinas Vôlei Guarulhos APAN Blumenau Vôlei São José Praia Clube Suzano Vôlei Neurologia Ativa Goiás EC Joinville VôleiLocalização das equipes participantes da Superliga Série A de 2024–25 |
|        | SESI-SP Sesi-Bauru                      | Paulo Skaf Bauru                      | 5 000  | Campeão (A)       | Minas TC Sada Cruzeiro SESI-SP BVC Campinas Vôlei Guarulhos APAN Blumenau Vôlei São José Praia Clube Suzano Vôlei Neurologia Ativa Goiás EC Joinville VôleiLocalização das equipes participantes da Superliga Série A de 2024–25 |
|        | Vôlei São José Viapol Vôlei São José    | Farma Conde Arena São José dos Campos | 5 000  | 6º (A)            | Minas TC Sada Cruzeiro SESI-SP BVC Campinas Vôlei Guarulhos APAN Blumenau Vôlei São José Praia Clube Suzano Vôlei Neurologia Ativa Goiás EC Joinville VôleiLocalização das equipes participantes da Superliga Série A de 2024–25 |
|        | Suzano Vôlei                            | Arena Suzano Suzano                   | 4 000  | 9º (A)            | Minas TC Sada Cruzeiro SESI-SP BVC Campinas Vôlei Guarulhos APAN Blumenau Vôlei São José Praia Clube Suzano Vôlei Neurologia Ativa Goiás EC Joinville VôleiLocalização das equipes participantes da Superliga Série A de 2024–25 |
|        | Vôlei Guarulhos Vedacit/Vôlei Guarulhos | Ponte Grande Guarulhos                | 3 000  | 3º (A)            | Minas TC Sada Cruzeiro SESI-SP BVC Campinas Vôlei Guarulhos APAN Blumenau Vôlei São José Praia Clube Suzano Vôlei Neurologia Ativa Goiás EC Joinville VôleiLocalização das equipes participantes da Superliga Série A de 2024–25 |
|        | BVC Campinas Vôlei Renata               | Taquaral Campinas                     | 2 600  | Vice-campeão (A)  | Minas TC Sada Cruzeiro SESI-SP BVC Campinas Vôlei Guarulhos APAN Blumenau Vôlei São José Praia Clube Suzano Vôlei Neurologia Ativa Goiás EC Joinville VôleiLocalização das equipes participantes da Superliga Série A de 2024–25 |

## Critérios para índice técnico
A pontuação para a classificação geral, na fase classificatória, será a seguinte:
1. a. Vitória (3x0 ou 3x1) - 3 pontos
2. b. Derrota (0x3 ou 1x3) - 0 ponto
3. c. Vitória (3x2) - 2 pontos
4. d. Derrota (2x3) - 1 ponto
5. e. Não comparecimento -2 pontos (menos 02 pontos)

Em caso de desistência de uma equipe durante a competição, ela será declarada perdedora pela contagem de 3 x 0 (25x00, 25x00, 25x00) em todos os jogos previstos para sua equipe na tabela, para fins de classificação.
O critério de desempate, na fase classificatória entre duas ou mais equipes, obedecerá aos seguintes critérios pela ordem:
1. Número de vitórias;
2. Razão de sets;
3. Razão de pontos;
4. Confronto direto (caso haja empate entre duas equipes);
5. Sorteio (cujas normas de realização serão definidas pela CBV).[4]

## Fase classificatória
|  | Classificado para as quartas de final         |
|  | Eliminado e mantido na Superliga A de 2025–26 |
|  | Rebaixado para a Superliga B de 2025–26       |

|     |                         |     | Jogos | Jogos | Jogos | Resultados | Resultados | Resultados | Resultados | Resultados | Resultados | Sets | Sets | Sets  | Pontos | Pontos | Pontos |
| Pos | Equipe                  | Pts | T     | V     | D     | 3–0        | 3–1        | 3–2        | 2–3        | 1–3        | 0–3        | V    | P    | R     | V      | P      | R      |
| --- | ----------------------- | --- | ----- | ----- | ----- | ---------- | ---------- | ---------- | ---------- | ---------- | ---------- | ---- | ---- | ----- | ------ | ------ | ------ |
| 1   | Sada Cruzeiro Vôlei     | 54  | 22    | 19    | 3     | 13         | 2          | 4          | 1          | 1          | 1          | 60   | 19   | 3.158 | 1888   | 1658   | 1.139  |
| 2   | Itambé/Minas            | 50  | 22    | 16    | 6     | 7          | 5          | 4          | 6          | 0          | 0          | 60   | 31   | 1.935 | 2095   | 1928   | 1.087  |
| 3   | Vôlei Renata/Campinas   | 49  | 22    | 18    | 4     | 9          | 4          | 5          | 0          | 4          | 0          | 58   | 26   | 2.231 | 1990   | 1765   | 1.127  |
| 4   | Sesi-Bauru              | 45  | 22    | 13    | 9     | 3          | 9          | 1          | 7          | 1          | 1          | 54   | 38   | 1.421 | 2133   | 2041   | 1.045  |
| 5   | Praia Clube             | 41  | 22    | 13    | 9     | 7          | 4          | 2          | 4          | 1          | 4          | 48   | 35   | 1.371 | 1903   | 1881   | 1.012  |
| 6   | Joinville Vôlei         | 36  | 22    | 12    | 10    | 4          | 5          | 3          | 3          | 2          | 5          | 44   | 41   | 1.073 | 1962   | 1902   | 1.032  |
| 7   | Suzano Vôlei            | 32  | 22    | 10    | 12    | 4          | 2          | 4          | 6          | 3          | 3          | 45   | 46   | 0.978 | 2034   | 2039   | 0.998  |
| 8   | Vedacit/Vôlei Guarulhos | 24  | 22    | 8     | 14    | 2          | 3          | 3          | 3          | 3          | 8          | 33   | 51   | 0.647 | 1897   | 1938   | 0.979  |
| 9   | Viapol Vôlei São José   | 22  | 22    | 8     | 14    | 0          | 4          | 4          | 2          | 5          | 7          | 33   | 54   | 0.611 | 1884   | 2011   | 0.937  |
| 10  | Saneago Goiás Vôlei     | 21  | 22    | 8     | 14    | 1          | 3          | 4          | 1          | 7          | 6          | 33   | 53   | 0.623 | 1866   | 2003   | 0.932  |
| 11  | APAN/Roll-on            | 20  | 22    | 7     | 15    | 4          | 1          | 2          | 1          | 8          | 6          | 31   | 50   | 0.620 | 1800   | 1920   | 0.938  |
| 12  | Neurologia Ativa        | 2   | 22    | 0     | 22    | 0          | 0          | 0          | 2          | 7          | 13         | 11   | 66   | 0.167 | 1533   | 1899   | 0.807  |

### Turno
- Local: Os times que estão ao lado esquerdo da tabela jogam em casa.

#### 1ª rodada
| Data   | Hora  |                         | Placar |                     | Set 1 | Set 2 | Set 3 | Set 4 | Set 5 | Total   | Relatório |
| ------ | ----- | ----------------------- | ------ | ------------------- | ----- | ----- | ----- | ----- | ----- | ------- | --------- |
| 20 out | 18:30 | Vôlei Renata/Campinas   | 3–0    | Saneago Goiás Vôlei | 25–12 | 25–20 | 25–18 |       |       | 75–50   | Relatório |
| 22 out | 21:30 | Vedacit/Vôlei Guarulhos | 3–1    | APAN/Roll-on        | 25–19 | 25–16 | 19–25 | 33–31 |       | 102–91  | Relatório |
| 23 out | 18:30 | Joinville Vôlei         | 1–3    | Suzano Vôlei        | 22–25 | 25–20 | 21–25 | 23–25 |       | 91–95   | Relatório |
| 23 out | 18:30 | Sesi-Bauru              | 3–0    | Neurologia Ativa    | 25–20 | 28–26 | 25–21 |       |       | 78–67   | Relatório |
| 23 out | 21:30 | Viapol Vôlei São José   | 3–2    | Itambé/Minas        | 17–25 | 35–33 | 20–25 | 26–24 | 15–11 | 113–118 | Relatório |
| 24 out | 21:30 | Praia Clube             | 0–3    | Sada Cruzeiro Vôlei | 18–25 | 22–25 | 24–26 |       |       | 64–76   | Relatório |

#### 2ª rodada
| Data   | Hora  |                         | Placar |                       | Set 1 | Set 2 | Set 3 | Set 4 | Set 5 | Total   | Relatório |
| ------ | ----- | ----------------------- | ------ | --------------------- | ----- | ----- | ----- | ----- | ----- | ------- | --------- |
| 26 out | 21:00 | Vedacit/Vôlei Guarulhos | 3–2    | Suzano Vôlei          | 25–22 | 27–29 | 21–25 | 25–21 | 19–17 | 117–114 | Relatório |
| 27 out | 18:30 | Sesi-Bauru              | 3–1    | Viapol Vôlei São José | 25–19 | 16–25 | 25–17 | 25–21 |       | 91–82   | Relatório |
| 29 out | 18:30 | Vôlei Renata/Campinas   | 3–2    | APAN/Roll-on          | 31–29 | 15–25 | 19–25 | 25–10 | 15–8  | 105–97  | Relatório |
| 29 out | 21:30 | Sada Cruzeiro Vôlei     | 3–2    | Itambé/Minas          | 25–23 | 16–25 | 27–25 | 23–25 | 16–14 | 107–112 | Relatório |
| 30 out | 18:30 | Joinville Vôlei         | 3–2    | Praia Clube           | 30–28 | 25–22 | 19–25 | 20–25 | 15–10 | 109–110 | Relatório |
| 2 nov  | 11:00 | Neurologia Ativa        | 2–3    | Saneago Goiás Vôlei   | 19–25 | 26–28 | 27–25 | 25–23 | 9–15  | 106–116 | Relatório |

#### 3ª rodada
| Data  | Hora  |                       | Placar |                         | Set 1 | Set 2 | Set 3 | Set 4 | Set 5 | Total  | Relatório |
| ----- | ----- | --------------------- | ------ | ----------------------- | ----- | ----- | ----- | ----- | ----- | ------ | --------- |
| 2 nov | 21:30 | Suzano Vôlei          | 1–3    | Vôlei Renata/Campinas   | 14–25 | 19–25 | 30–28 | 15–25 |       | 78–103 | Relatório |
| 3 nov | 18:30 | Viapol Vôlei São José | 0–3    | Sada Cruzeiro Vôlei     | 20–25 | 18–25 | 28–30 |       |       | 66–80  | Relatório |
| 5 nov | 18:30 | Praia Clube           | 3–0    | Vedacit/Vôlei Guarulhos | 25–22 | 30–28 | 25–21 |       |       | 80–71  | Relatório |
| 5 nov | 19:30 | Itambé/Minas          | 3–0    | Joinville Vôlei         | 28–26 | 27–25 | 25–23 |       |       | 80–74  | Relatório |
| 6 nov | 18:30 | Saneago Goiás Vôlei   | 1–3    | Sesi-Bauru              | 26–24 | 22–25 | 19–25 | 23–25 |       | 90–99  | Relatório |
| 6 nov | 21:30 | APAN/Roll-on          | 3–0    | Neurologia Ativa        | 25–21 | 25–19 | 25–22 |       |       | 75–62  | Relatório |

#### 4ª rodada
| Data   | Hora  |                         | Placar |                       | Set 1 | Set 2 | Set 3 | Set 4 | Set 5 | Total   | Relatório |
| ------ | ----- | ----------------------- | ------ | --------------------- | ----- | ----- | ----- | ----- | ----- | ------- | --------- |
| 9 nov  | 21:00 | Saneago Goiás Vôlei     | 2–3    | APAN/Roll-on          | 31–29 | 25–21 | 15–25 | 21–25 | 13–15 | 105–115 | Relatório |
| 10 nov | 19:30 | Sesi-Bauru              | 2–3    | Sada Cruzeiro Vôlei   | 25–18 | 25–22 | 17–25 | 23–25 | 14–16 | 104–106 | Relatório |
| 11 nov | 21:30 | Vôlei Renata/Campinas   | 1–3    | Praia Clube           | 20–25 | 25–27 | 25–22 | 24–26 |       | 94–100  | Relatório |
| 12 nov | 18:30 | Joinville Vôlei         | 2–3    | Viapol Vôlei São José | 21–25 | 25–23 | 25–27 | 26–24 | 7–15  | 104–114 | Relatório |
| 12 nov | 19:30 | Neurologia Ativa        | 2–3    | Suzano Vôlei          | 25–17 | 21–25 | 19–25 | 33–31 | 11–15 | 109–113 | Relatório |
| 13 nov | 18:30 | Vedacit/Vôlei Guarulhos | 0–3    | Itambé/Minas          | 18–25 | 19–25 | 23–25 |       |       | 60–75   | Relatório |

#### 5ª rodada
| Data   | Hora  |                       | Placar |                         | Set 1 | Set 2 | Set 3 | Set 4 | Set 5 | Total   | Relatório |
| ------ | ----- | --------------------- | ------ | ----------------------- | ----- | ----- | ----- | ----- | ----- | ------- | --------- |
| 16 nov | 19:00 | Sada Cruzeiro Vôlei   | 3–0    | Joinville Vôlei         | 25–22 | 25–20 | 25–20 |       |       | 75–62   | Relatório |
| 17 nov | 11:00 | Suzano Vôlei          | 3–0    | Saneago Goiás Vôlei     | 25–20 | 25–23 | 25–20 |       |       | 75–63   | Relatório |
| 18 nov | 18:45 | Viapol Vôlei São José | 3–2    | Vedacit/Vôlei Guarulhos | 22–25 | 25–16 | 25–22 | 22–25 | 16–14 | 110–102 | Relatório |
| 18 nov | 21:30 | Itambé/Minas          | 3–1    | Vôlei Renata/Campinas   | 25–22 | 16–25 | 26–24 | 25–22 |       | 92–93   | Relatório |
| 12 dez | 21:30 | APAN/Roll-on          | 1–3    | Sesi-Bauru              | 25–21 | 23–25 | 17–25 | 21–25 |       | 86–96   | Relatório |
| 22 dez | 17:00 | Praia Clube           | 3–0    | Neurologia Ativa        | 25–23 | 25–20 | 25–15 |       |       | 75–58   | Relatório |

#### 6ª rodada
| Data   | Hora  |                         | Placar |                       | Set 1 | Set 2 | Set 3 | Set 4 | Set 5 | Total   | Relatório |
| ------ | ----- | ----------------------- | ------ | --------------------- | ----- | ----- | ----- | ----- | ----- | ------- | --------- |
| 20 nov | 18:30 | Saneago Goiás Vôlei     | 3–2    | Praia Clube           | 25–23 | 21–25 | 25–21 | 23–25 | 15–12 | 109–106 | Relatório |
| 21 nov | 18:30 | APAN/Roll-on            | 3–0    | Suzano Vôlei          | 30–28 | 25–23 | 25–21 |       |       | 80–72   | Relatório |
| 21 nov | 21:30 | Sesi-Bauru              | 0–3    | Joinville Vôlei       | 27–29 | 20–25 | 23–25 |       |       | 70–79   | Relatório |
| 23 nov | 11:00 | Vedacit/Vôlei Guarulhos | 0–3    | Sada Cruzeiro Vôlei   | 20–25 | 21–25 | 19–25 |       |       | 60–75   | Relatório |
| 23 nov | 21:30 | Vôlei Renata/Campinas   | 3–1    | Viapol Vôlei São José | 25–23 | 23–25 | 25–15 | 25–11 |       | 98–74   | Relatório |
| 24 nov | 11:00 | Neurologia Ativa        | 0–3    | Itambé/Minas          | 15–25 | 16–25 | 21–25 |       |       | 52–75   | Relatório |

#### 7ª rodada
| Data   | Hora  |                       | Placar |                         | Set 1 | Set 2 | Set 3 | Set 4 | Set 5 | Total   | Relatório |
| ------ | ----- | --------------------- | ------ | ----------------------- | ----- | ----- | ----- | ----- | ----- | ------- | --------- |
| 27 nov | 18:30 | Joinville Vôlei       | 3–0    | Vedacit/Vôlei Guarulhos | 27–25 | 25–20 | 25–17 |       |       | 77–62   | Relatório |
| 27 nov | 19:30 | APAN/Roll-on          | 0–3    | Praia Clube             | 24–26 | 34–36 | 21–25 |       |       | 79–87   | Relatório |
| 27 nov | 21:30 | Saneago Goiás Vôlei   | 0–3    | Itambé/Minas            | 21–25 | 22–25 | 20–25 |       |       | 63–75   | Relatório |
| 28 nov | 18:30 | Suzano Vôlei          | 3–2    | Sesi-Bauru              | 19–25 | 25–22 | 21–25 | 25–20 | 15–10 | 105–102 | Relatório |
| 28 nov | 20:00 | Viapol Vôlei São José | 3–1    | Neurologia Ativa        | 25–21 | 24–26 | 25–17 | 25–23 |       | 99–87   | Relatório |
| 30 nov | 18:30 | Sada Cruzeiro Vôlei   | 2–3    | Vôlei Renata/Campinas   | 25–21 | 25–18 | 22–25 | 15–25 | 14–16 | 101–105 | Relatório |

#### 8ª rodada
| Data  | Hora  |                       | Placar |                         | Set 1 | Set 2 | Set 3 | Set 4 | Set 5 | Total   | Relatório |
| ----- | ----- | --------------------- | ------ | ----------------------- | ----- | ----- | ----- | ----- | ----- | ------- | --------- |
| 2 dez | 18:30 | Sesi-Bauru            | 2–3    | Vedacit/Vôlei Guarulhos | 22–25 | 29–27 | 25–23 | 22–25 | 12–15 | 110–115 | Relatório |
| 2 dez | 21:30 | Saneago Goiás Vôlei   | 3–0    | Viapol Vôlei São José   | 25–23 | 25–16 | 25–19 |       |       | 75–58   | Relatório |
| 3 dez | 19:00 | Suzano Vôlei          | 2–3    | Praia Clube             | 23–25 | 25–27 | 25–14 | 25–16 | 15–17 | 113–99  | Relatório |
| 4 dez | 18:30 | Sada Cruzeiro Vôlei   | 3–0    | Neurologia Ativa        | 25–15 | 25–16 | 25–18 |       |       | 75–49   | Relatório |
| 4 dez | 18:30 | APAN/Roll-on          | 0–3    | Itambé/Minas            | 18–25 | 18–25 | 22–25 |       |       | 58–75   | Relatório |
| 4 dez | 20:00 | Vôlei Renata/Campinas | 3–0    | Joinville Vôlei         | 26–24 | 29–27 | 25–16 |       |       | 80–67   | Relatório |

#### 9ª rodada
| Data   | Hora  |                         | Placar |                       | Set 1 | Set 2 | Set 3 | Set 4 | Set 5 | Total   | Relatório |
| ------ | ----- | ----------------------- | ------ | --------------------- | ----- | ----- | ----- | ----- | ----- | ------- | --------- |
| 7 dez  | 11:00 | Praia Clube             | 3–2    | Sesi-Bauru            | 23–25 | 25–14 | 23–25 | 34–32 | 16–14 | 121–110 | Relatório |
| 7 dez  | 21:30 | Vedacit/Vôlei Guarulhos | 0–3    | Vôlei Renata/Campinas | 23–25 | 16–25 | 20–25 |       |       | 59–75   | Relatório |
| 8 dez  | 18:00 | Viapol Vôlei São José   | 1–3    | APAN/Roll-on          | 25–23 | 20–25 | 22–25 | 22–25 |       | 89–98   | Relatório |
| 8 dez  | 18:00 | Neurologia Ativa        | 1–3    | Joinville Vôlei       | 22–25 | 19–25 | 34–32 | 19–25 |       | 94–107  | Relatório |
| 12 dez | 19:30 | Itambé/Minas            | 3–2    | Suzano Vôlei          | 25–21 | 22–25 | 25–23 | 19–25 | 15–8  | 106–102 | Relatório |
| 22 dez | 14:00 | Sada Cruzeiro Vôlei     | 3–0    | Saneago Goiás Vôlei   | 25–21 | 25–22 | 25–21 |       |       | 75–64   | Relatório |

#### 10ª rodada
| Data   | Hora  |                         | Placar |                     | Set 1 | Set 2 | Set 3 | Set 4 | Set 5 | Total   | Relatório |
| ------ | ----- | ----------------------- | ------ | ------------------- | ----- | ----- | ----- | ----- | ----- | ------- | --------- |
| 6 nov  | 20:00 | Sada Cruzeiro Vôlei     | 3–0    | Suzano Vôlei        | 26–24 | 32–30 | 25–16 |       |       | 83–70   | Relatório |
| 8 nov  | 18:30 | Viapol Vôlei São José   | 0–3    | Praia Clube         | 24–26 | 20–25 | 21–25 |       |       | 65–76   | Relatório |
| 12 dez | 19:00 | Vôlei Renata/Campinas   | 3–0    | Neurologia Ativa    | 25–14 | 25–21 | 25–12 |       |       | 75–47   | Relatório |
| 14 dez | 18:30 | Vedacit/Vôlei Guarulhos | 3–1    | Saneago Goiás Vôlei | 25–21 | 22–25 | 25–15 | 25–20 |       | 97–81   | Relatório |
| 15 dez | 20:00 | Joinville Vôlei         | 0–3    | APAN/Roll-on        | 22–25 | 23–25 | 25–27 |       |       | 70–77   | Relatório |
| 21 dez | 16:00 | Itambé/Minas            | 3–2    | Sesi-Bauru          | 25–21 | 23–25 | 25–23 | 20–25 | 15–13 | 108–107 | Relatório |

#### 11ª rodada
| Data   | Hora  |                     | Placar |                         | Set 1 | Set 2 | Set 3 | Set 4 | Set 5 | Total   | Relatório |
| ------ | ----- | ------------------- | ------ | ----------------------- | ----- | ----- | ----- | ----- | ----- | ------- | --------- |
| 17 dez | 19:30 | Sesi-Bauru          | 2–3    | Vôlei Renata/Campinas   | 25–21 | 22–25 | 23–25 | 25–22 | 13–15 | 108–108 | Relatório |
| 18 dez | 18:30 | Neurologia Ativa    | 0–3    | Vedacit/Vôlei Guarulhos | 22–25 | 22–25 | 18–25 |       |       | 62–75   | Relatório |
| 18 dez | 21:30 | Praia Clube         | 2–3    | Itambé/Minas            | 22–25 | 19–25 | 30–28 | 25–22 | 7–15  | 103–115 | Relatório |
| 19 dez | 18:30 | APAN/Roll-on        | 1–3    | Sada Cruzeiro Vôlei     | 25–22 | 26–28 | 14–25 | 23–25 |       | 88–100  | Relatório |
| 19 dez | 21:30 | Saneago Goiás Vôlei | 0–3    | Joinville Vôlei         | 21–25 | 19–25 | 21–25 |       |       | 61–75   | Relatório |
| 23 dez | 18:30 | Suzano Vôlei        | 3–0    | Viapol Vôlei São José   | 25–19 | 25–23 | 25–23 |       |       | 75–65   | Relatório |

### Returno

#### 12ª rodada
| Data   | Hora  |                     | Placar |                         | Set 1 | Set 2 | Set 3 | Set 4 | Set 5 | Total   | Relatório |
| ------ | ----- | ------------------- | ------ | ----------------------- | ----- | ----- | ----- | ----- | ----- | ------- | --------- |
| 8 jan  | 19:30 | Suzano Vôlei        | 3–2    | Joinville Vôlei         | 22–25 | 20–25 | 25–19 | 29–27 | 15–13 | 111–109 | Relatório |
| 8 jan  | 21:30 | Itambé/Minas        | 3–1    | Viapol Vôlei São José   | 25–21 | 22–25 | 25–16 | 25–20 |       | 97–82   | Relatório |
| 9 jan  | 18:00 | Saneago Goiás Vôlei | 3–1    | Vôlei Renata/Campinas   | 25–23 | 19–25 | 25–22 | 25–22 |       | 94–92   | Relatório |
| 9 jan  | 20:00 | Neurologia Ativa    | 0–3    | Sesi-Bauru              | 24–26 | 19–25 | 21–25 |       |       | 64–76   | Relatório |
| 9 jan  | 21:00 | Sada Cruzeiro Vôlei | 3–0    | Praia Clube             | 25–15 | 32–30 | 25–16 |       |       | 82–61   | Relatório |
| 10 jan | 18:00 | APAN/Roll-on        | 1–3    | Vedacit/Vôlei Guarulhos | 20–25 | 13–25 | 33–31 | 19–25 |       | 85–106  | Relatório |

#### 13ª rodada
| Data   | Hora  |                       | Placar |                         | Set 1 | Set 2 | Set 3 | Set 4 | Set 5 | Total   | Relatório |
| ------ | ----- | --------------------- | ------ | ----------------------- | ----- | ----- | ----- | ----- | ----- | ------- | --------- |
| 14 jan | 18:00 | Viapol Vôlei São José | 1–3    | Sesi-Bauru              | 21–25 | 19–25 | 25–22 | 20–25 |       | 85–97   | Relatório |
| 14 jan | 19:30 | Praia Clube           | 3–0    | Joinville Vôlei         | 25–19 | 25–22 | 25–22 |       |       | 75–63   | Relatório |
| 14 jan | 21:00 | Suzano Vôlei          | 3–2    | Vedacit/Vôlei Guarulhos | 20–25 | 21–25 | 25–22 | 25–20 | 15–11 | 106–103 | Relatório |
| 15 jan | 18:00 | APAN/Roll-on          | 0–3    | Vôlei Renata/Campinas   | 18–25 | 17–25 | 16–25 |       |       | 51–75   | Relatório |
| 15 jan | 21:00 | Itambé/Minas          | 2–3    | Sada Cruzeiro Vôlei     | 24–26 | 25–23 | 25–18 | 16–25 | 12–15 | 102–107 | Relatório |
| 17 jan | 20:00 | Saneago Goiás Vôlei   | 3–1    | Neurologia Ativa        | 25–10 | 25–23 | 21–25 | 25–20 |       | 96–78   | Relatório |

#### 14ª rodada
| Data   | Hora  |                         | Placar |                       | Set 1 | Set 2 | Set 3 | Set 4 | Set 5 | Total   | Relatório |
| ------ | ----- | ----------------------- | ------ | --------------------- | ----- | ----- | ----- | ----- | ----- | ------- | --------- |
| 20 jan | 21:00 | Vôlei Renata/Campinas   | 3–0    | Suzano Vôlei          | 31–29 | 25–18 | 25–23 |       |       | 81–70   | Relatório |
| 23 jan | 21:00 | Vedacit/Vôlei Guarulhos | 0–3    | Praia Clube           | 23–25 | 22–25 | 22–25 |       |       | 67–75   | Relatório |
| 24 jan | 18:00 | Joinville Vôlei         | 3–2    | Itambé/Minas          | 25–20 | 27–25 | 24–26 | 24–26 | 15–9  | 115–106 | Relatório |
| 24 jan | 21:00 | Sada Cruzeiro Vôlei     | 3–0    | Viapol Vôlei São José | 25–17 | 25–17 | 25–16 |       |       | 75–50   | Relatório |
| 25 jan | 18:30 | Sesi-Bauru              | 3–1    | Saneago Goiás Vôlei   | 25–19 | 18–25 | 30–28 | 25–21 |       | 98–93   | Relatório |
| 25 jan | 21:30 | Neurologia Ativa        | 0–3    | APAN/Roll-on          | 22–25 | 17–25 | 23–25 |       |       | 62–75   | Relatório |

#### 15ª rodada
| Data  | Hora  |                       | Placar |                         | Set 1 | Set 2 | Set 3 | Set 4 | Set 5 | Total   | Relatório |
| ----- | ----- | --------------------- | ------ | ----------------------- | ----- | ----- | ----- | ----- | ----- | ------- | --------- |
| 3 fev | 21:00 | Praia Clube           | 3–1    | Vôlei Renata/Campinas   | 23–25 | 26–24 | 25–20 | 25–14 |       | 99–83   | Relatório |
| 4 fev | 18:00 | Viapol Vôlei São José | 2–3    | Joinville Vôlei         | 28–26 | 16–25 | 15–25 | 25–19 | 12–15 | 96–110  | Relatório |
| 4 fev | 19:30 | Suzano Vôlei          | 3–0    | Neurologia Ativa        | 25–22 | 25–20 | 25–23 |       |       | 75–65   | Relatório |
| 4 fev | 19:30 | Itambé/Minas          | 3–1    | Vedacit/Vôlei Guarulhos | 22–25 | 25–22 | 25–15 | 25–22 |       | 97–84   | Relatório |
| 4 fev | 20:00 | APAN/Roll-on          | 1–3    | Saneago Goiás Vôlei     | 25–20 | 26–28 | 22–25 | 22–25 |       | 95–98   | Relatório |
| 4 fev | 21:00 | Sada Cruzeiro Vôlei   | 3–2    | Sesi-Bauru              | 25–21 | 28–30 | 22–25 | 32–30 | 15–11 | 122–117 | Relatório |

#### 16ª rodada
| Data  | Hora  |                         | Placar |                       | Set 1 | Set 2 | Set 3 | Set 4 | Set 5 | Total   | Relatório |
| ----- | ----- | ----------------------- | ------ | --------------------- | ----- | ----- | ----- | ----- | ----- | ------- | --------- |
| 8 fev | 11:00 | Saneago Goiás Vôlei     | 3–2    | Suzano Vôlei          | 32–30 | 25–22 | 16–25 | 21–25 | 15–11 | 109–113 | Relatório |
| 8 fev | 14:00 | Vedacit/Vôlei Guarulhos | 3–2    | Viapol Vôlei São José | 30–32 | 22–25 | 25–22 | 25–21 | 16–14 | 118–114 | Relatório |
| 8 fev | 18:00 | Vôlei Renata/Campinas   | 3–2    | Itambé/Minas          | 25–16 | 24–26 | 31–29 | 23–25 | 15–6  | 118–102 | Relatório |
| 8 fev | 18:30 | Joinville Vôlei         | 3–1    | Sada Cruzeiro Vôlei   | 24–26 | 27–25 | 25–20 | 25–18 |       | 101–89  | Relatório |
| 9 fev | 11:30 | Sesi-Bauru              | 3–1    | APAN/Roll-on          | 25–23 | 22–25 | 25–14 | 26–24 |       | 98–86   | Relatório |
| 9 fev | 18:30 | Neurologia Ativa        | 1–3    | Praia Clube           | 20–25 | 25–21 | 10–25 | 19–25 |       | 74–96   | Relatório |

#### 17ª rodada
| Data   | Hora  |                       | Placar |                         | Set 1 | Set 2 | Set 3 | Set 4 | Set 5 | Total   | Relatório |
| ------ | ----- | --------------------- | ------ | ----------------------- | ----- | ----- | ----- | ----- | ----- | ------- | --------- |
| 12 fev | 18:00 | Viapol Vôlei São José | 0–3    | Vôlei Renata/Campinas   | 21–25 | 23–25 | 25–27 |       |       | 69–77   | Relatório |
| 12 fev | 21:00 | Sada Cruzeiro Vôlei   | 3–0    | Vedacit/Vôlei Guarulhos | 27–25 | 25–23 | 25–22 |       |       | 77–70   | Relatório |
| 22 fev | 11:00 | Itambé/Minas          | 3–1    | Neurologia Ativa        | 25–17 | 25–15 | 23–25 | 25–18 |       | 98–75   | Relatório |
| 23 fev | 16:00 | Joinville Vôlei       | 1–3    | Sesi-Bauru              | 25–27 | 15–25 | 25–19 | 17–25 |       | 82–96   | Relatório |
| 23 fev | 20:30 | Suzano Vôlei          | 2–3    | APAN/Roll-on            | 25–20 | 19–25 | 25–21 | 22–25 | 11–15 | 102–106 | Relatório |
| 24 fev | 20:00 | Praia Clube           | 3–1    | Saneago Goiás Vôlei     | 25–23 | 21–25 | 25–19 | 25–23 |       | 96–90   | Relatório |

#### 18ª rodada
| Data   | Hora  |                         | Placar |                       | Set 1 | Set 2 | Set 3 | Set 4 | Set 5 | Total | Relatório |
| ------ | ----- | ----------------------- | ------ | --------------------- | ----- | ----- | ----- | ----- | ----- | ----- | --------- |
| 22 fev | 18:30 | Vôlei Renata/Campinas   | 3–0    | Sada Cruzeiro Vôlei   | 25–22 | 25–16 | 25–20 |       |       | 75–58 | Relatório |
| 25 fev | 20:00 | Neurologia Ativa        | 1–3    | Viapol Vôlei São José | 22–25 | 25–23 | 21–25 | 15–25 |       | 83–98 | Relatório |
| 28 fev | 19:30 | Praia Clube             | 3–0    | APAN/Roll-on          | 25–22 | 25–21 | 27–25 |       |       | 77–68 | Relatório |
| 1 mar  | 11:00 | Itambé/Minas            | 3–1    | Saneago Goiás Vôlei   | 26–24 | 20–25 | 25–19 | 25–15 |       | 96–83 | Relatório |
| 1 mar  | 16:00 | Sesi-Bauru              | 3–1    | Suzano Vôlei          | 25–20 | 22–25 | 25–20 | 25–22 |       | 97–87 | Relatório |
| 1 mar  | 19:00 | Vedacit/Vôlei Guarulhos | 1–3    | Joinville Vôlei       | 25–19 | 21–25 | 22–25 | 17–25 |       | 85–94 | Relatório |

#### 19ª rodada
| Data   | Hora  |                         | Placar |                       | Set 1 | Set 2 | Set 3 | Set 4 | Set 5 | Total   | Relatório |
| ------ | ----- | ----------------------- | ------ | --------------------- | ----- | ----- | ----- | ----- | ----- | ------- | --------- |
| 6 mar  | 21:00 | Vedacit/Vôlei Guarulhos | 1–3    | Sesi-Bauru            | 21–25 | 26–24 | 17–25 | 24–26 |       | 88–100  | Relatório |
| 9 mar  | 17:00 | Praia Clube             | 1–3    | Suzano Vôlei          | 19–25 | 25–22 | 25–27 | 20–25 |       | 89–99   | Relatório |
| 9 mar  | 20:00 | Neurologia Ativa        | 0–3    | Sada Cruzeiro Vôlei   | 11–25 | 20–25 | 19–25 |       |       | 50–75   | Relatório |
| 10 mar | 21:00 | Viapol Vôlei São José   | 3–1    | Saneago Goiás Vôlei   | 19–25 | 25–20 | 25–19 | 25–23 |       | 94–87   | Relatório |
| 11 mar | 18:00 | Itambé/Minas            | 3–0    | APAN/Roll-on          | 25–20 | 25–19 | 25–19 |       |       | 75–58   | Relatório |
| 11 mar | 21:00 | Joinville Vôlei         | 2–3    | Vôlei Renata/Campinas | 25–21 | 17–25 | 25–17 | 23–25 | 13–15 | 103–103 | Relatório |

#### 20ª rodada
| Data   | Hora  |                       | Placar |                         | Set 1 | Set 2 | Set 3 | Set 4 | Set 5 | Total   | Relatório |
| ------ | ----- | --------------------- | ------ | ----------------------- | ----- | ----- | ----- | ----- | ----- | ------- | --------- |
| 16 mar | 17:00 | Vôlei Renata/Campinas | 3–0    | Vedacit/Vôlei Guarulhos | 25–21 | 25–22 | 33–31 |       |       | 83–74   | Relatório |
| 16 mar | 20:00 | Suzano Vôlei          | 2–3    | Itambé/Minas            | 25–22 | 25–27 | 19–25 | 25–15 | 11–15 | 105–104 | Relatório |
| 17 mar | 18:00 | APAN/Roll-on          | 1–3    | Viapol Vôlei São José   | 22–25 | 25–22 | 21–25 | 18–25 |       | 86–97   | Relatório |
| 17 mar | 19:30 | Joinville Vôlei       | 3–0    | Neurologia Ativa        | 25–18 | 25–16 | 25–17 |       |       | 75–51   | Relatório |
| 18 mar | 21:00 | Sesi-Bauru            | 3–0    | Praia Clube             | 25–20 | 25–20 | 25–20 |       |       | 75–60   | Relatório |
| 19 mar | 20:00 | Saneago Goiás Vôlei   | 0–3    | Sada Cruzeiro Vôlei     | 17–25 | 15–25 | 13–25 |       |       | 45–75   | Relatório |

#### 21ª rodada
| Data   | Hora  |                     | Placar |                         | Set 1 | Set 2 | Set 3 | Set 4 | Set 5 | Total   | Relatório |
| ------ | ----- | ------------------- | ------ | ----------------------- | ----- | ----- | ----- | ----- | ----- | ------- | --------- |
| 21 mar | 19:30 | Praia Clube         | 2–3    | Viapol Vôlei São José   | 25–23 | 22–25 | 25–18 | 22–25 |       | 94–91   | Relatório |
| 22 mar | 18:00 | Neurologia Ativa    | 1–3    | Vôlei Renata/Campinas   | 18–25 | 21–25 | 25–22 | 21–25 |       | 85–97   | Relatório |
| 22 mar | 19:30 | APAN/Roll-on        | 1–3    | Joinville Vôlei         | 20–25 | 25–17 | 19–25 | 18–25 |       | 82–92   | Relatório |
| 22 mar | 21:00 | Sesi-Bauru          | 3–2    | Itambé/Minas            | 25–20 | 23–25 | 25–23 | 24–26 | 20–18 | 117–112 | Relatório |
| 23 mar | 16:00 | Saneago Goiás Vôlei | 3–2    | Vedacit/Vôlei Guarulhos | 23–25 | 25–21 | 25–23 | 16–25 | 15–13 | 104–107 | Relatório |
| 23 mar | 19:00 | Suzano Vôlei        | 1–3    | Sada Cruzeiro Vôlei     | 16–25 | 27–25 | 18–25 | 18–25 |       | 79–100  | Relatório |

#### 22ª rodada
| Data   | Hora  |                         | Placar |                     | Set 1 | Set 2 | Set 3 | Set 4 | Set 5 | Total  | Relatório |
| ------ | ----- | ----------------------- | ------ | ------------------- | ----- | ----- | ----- | ----- | ----- | ------ | --------- |
| 27 mar | 21:00 | Joinville Vôlei         | 3–1    | Saneago Goiás Vôlei | 25–20 | 25–19 | 28–30 | 25–21 |       | 103–90 | Relatório |
| 27 mar | 21:00 | Itambé/Minas            | 3–0    | Praia Clube         | 25–18 | 25–17 | 25–17 |       |       | 75–52  | Relatório |
| 27 mar | 21:00 | Vôlei Renata/Campinas   | 3–1    | Sesi-Bauru          | 27–25 | 25–19 | 18–25 | 25–18 |       | 95–87  | Relatório |
| 27 mar | 21:00 | Vedacit/Vôlei Guarulhos | 3–0    | Neurologia Ativa    | 25–19 | 25–16 | 25–18 |       |       | 75–53  | Relatório |
| 27 mar | 21:00 | Viapol Vôlei São José   | 0–3    | Suzano Vôlei        | 22–25 | 16–25 | 20–25 |       |       | 58–75  | Relatório |
| 27 mar | 21:00 | Sada Cruzeiro Vôlei     | 3–0    | APAN/Roll-on        | 25–22 | 25–21 | 25–21 |       |       | 75–64  | Relatório |

## Playoffs
|  | Quartas de final         | Quartas de final         | Quartas de final         | Quartas de final         | Quartas de final         |                       |                     | Semifinais                | Semifinais                | Semifinais                | Semifinais                | Semifinais                |  |  | Final     | Final               | Final     | Final     | Final     | Final     | Final     |
|  | 5 de abril – 17 de abril | 5 de abril – 17 de abril | 5 de abril – 17 de abril | 5 de abril – 17 de abril | 5 de abril – 17 de abril |                       |                     | 21 de abril – 26 de abril | 21 de abril – 26 de abril | 21 de abril – 26 de abril | 21 de abril – 26 de abril | 21 de abril – 26 de abril |  |  | 4 de maio | 4 de maio           | 4 de maio | 4 de maio | 4 de maio | 4 de maio | 4 de maio |
|  |                          |                          |                          |                          |                          |                       |                     |                           |                           |                           |                           |                           |  |  |           |                     |           |           |           |           |           |
|  | 1º                       | Sada Cruzeiro Vôlei      | 3                        | 3                        |                          |                       |                     |                           |                           |                           |                           |                           |  |  |           |                     |           |           |           |           |           |
|  | 8º                       | Vedacit/Vôlei Guarulhos  | 0                        | 0                        |                          |                       |                     |                           |                           |                           |                           |                           |  |  |           |                     |           |           |           |           |           |
|  | 8º                       | Vedacit/Vôlei Guarulhos  | 0                        | 0                        |                          | 1º                    | Sada Cruzeiro Vôlei | 3                         | 3                         |                           |                           |                           |  |  |           |                     |           |           |           |           |           |
|  |                          |                          |                          |                          |                          | 1º                    | Sada Cruzeiro Vôlei | 3                         | 3                         |                           |                           |                           |  |  |           |                     |           |           |           |           |           |
|  |                          | 5º                       | Praia Clube              | 0                        | 1                        |                       |                     |                           |                           |                           |                           |                           |  |  |           |                     |           |           |           |           |           |
|  | 4º                       | 5º                       | Praia Clube              | 0                        | 1                        | Sesi-Bauru            | 3                   | 0                         | 1                         |                           |                           |                           |  |  |           |                     |           |           |           |           |           |
|  | 4º                       |                          |                          |                          |                          | Sesi-Bauru            | 3                   | 0                         | 1                         |                           |                           |                           |  |  |           |                     |           |           |           |           |           |
|  | 5º                       | Praia Clube              | 0                        | 3                        | 3                        |                       |                     |                           |                           |                           |                           |                           |  |  |           |                     |           |           |           |           |           |
|  |                          |                          |                          |                          |                          |                       |                     |                           |                           |                           |                           |                           |  |  | 1º        | Sada Cruzeiro Vôlei | 3         |           |           |           |           |
|  |                          |                          | 3º                       | Vôlei Renata/Campinas    | 1                        |                       |                     |                           |                           |                           |                           |                           |  |  |           |                     |           |           |           |           |           |
|  | 2º                       | Itambé/Minas             | 3                        | 2                        | 2                        |                       |                     |                           |                           |                           |                           |                           |  |  |           |                     |           |           |           |           |           |
|  | 7º                       | Suzano Vôlei             | 0                        | 3                        | 3                        |                       |                     |                           |                           |                           |                           |                           |  |  |           |                     |           |           |           |           |           |
|  | 7º                       | Suzano Vôlei             | 0                        | 3                        | 3                        |                       | 7º                  | Suzano Vôlei              | 0                         | 2                         |                           |                           |  |  |           |                     |           |           |           |           |           |
|  |                          |                          |                          |                          |                          |                       | 7º                  | Suzano Vôlei              | 0                         | 2                         |                           |                           |  |  |           |                     |           |           |           |           |           |
|  |                          | 3º                       | Vôlei Renata/Campinas    | 3                        | 3                        |                       |                     |                           |                           |                           |                           |                           |  |  |           |                     |           |           |           |           |           |
|  | 3º                       | 3º                       | Vôlei Renata/Campinas    | 3                        | 3                        | Vôlei Renata/Campinas | 2                   | 3                         | 3                         |                           |                           |                           |  |  |           |                     |           |           |           |           |           |
|  | 3º                       |                          |                          |                          |                          | Vôlei Renata/Campinas | 2                   | 3                         | 3                         |                           |                           |                           |  |  |           |                     |           |           |           |           |           |
|  | 6º                       | Joinville Vôlei          | 3                        | 1                        | 2                        |                       |                     |                           |                           |                           |                           |                           |  |  |           |                     |           |           |           |           |           |

### Quartas de final
| Data    | Hora    |                         | Placar  |                         | Set 1   | Set 2   | Set 3   | Set 4   | Set 5   | Total   | Relatório |
| 1º x 8º | 1º x 8º | 1º x 8º                 | 1º x 8º | 1º x 8º                 | 1º x 8º | 1º x 8º | 1º x 8º | 1º x 8º | 1º x 8º | 1º x 8º | 1º x 8º   |
| ------- | ------- | ----------------------- | ------- | ----------------------- | ------- | ------- | ------- | ------- | ------- | ------- | --------- |
| 5 abr   | 18:00   | Sada Cruzeiro Vôlei     | 3–0     | Vedacit/Vôlei Guarulhos | 29–27   | 25–21   | 25–22   |         |         | 79–70   | Relatório |
| 13 abr  | 18:00   | Vedacit/Vôlei Guarulhos | 0–3     | Sada Cruzeiro Vôlei     | 16–25   | 21–25   | 18–25   |         |         | 55–75   | Relatório |
| 2º x 7º |         |                         |         |                         |         |         |         |         |         |         |           |
| 5 abr   | 21:00   | Itambé/Minas            | 3–0     | Suzano Vôlei            | 37–35   | 25–15   | 25–17   |         |         | 87–67   | Relatório |
| 12 abr  | 21:00   | Suzano Vôlei            | 3–2     | Itambé/Minas            | 25–23   | 21–25   | 16–25   | 25–21   | 15–9    | 102–103 | Relatório |
| 16 abr  | 20:00   | Itambé/Minas            | 2–3     | Suzano Vôlei            | 20–25   | 25–23   | 25–17   | 21–25   | 10–15   | 101–105 | Relatório |
| 3º x 6º |         |                         |         |                         |         |         |         |         |         |         |           |
| 6 abr   | 20:00   | Vôlei Renata/Campinas   | 2–3     | Joinville Vôlei         | 25–23   | 16–25   | 21–25   | 25–12   | 13–15   | 100–100 | Relatório |
| 13 abr  | 20:00   | Joinville Vôlei         | 1–3     | Vôlei Renata/Campinas   | 23–25   | 25–23   | 23–25   | 17–25   |         | 88–98   | Relatório |
| 17 abr  | 21:00   | Vôlei Renata/Campinas   | 3–2     | Joinville Vôlei         | 21–25   | 20–25   | 25–21   | 25–21   | 15–9    | 106–101 | Relatório |
| 4º x 5º |         |                         |         |                         |         |         |         |         |         |         |           |
| 6 abr   | 17:00   | Sesi-Bauru              | 3–0     | Praia Clube             | 25–23   | 25–20   | 25–21   |         |         | 75–64   | Relatório |
| 13 abr  | 17:00   | Praia Clube             | 3–0     | Sesi-Bauru              | 29–27   | 25–23   | 25–20   |         |         | 79–70   | Relatório |
| 17 abr  | 18:00   | Sesi-Bauru              | 1–3     | Praia Clube             | 39–41   | 12–25   | 27–25   | 22–25   |         | 100–116 | Relatório |

### Semifinais
| Data    | Hora    |                       | Placar  |                       | Set 1   | Set 2   | Set 3   | Set 4   | Set 5   | Total   | Relatório |
| 1º x 5º | 1º x 5º | 1º x 5º               | 1º x 5º | 1º x 5º               | 1º x 5º | 1º x 5º | 1º x 5º | 1º x 5º | 1º x 5º | 1º x 5º | 1º x 5º   |
| ------- | ------- | --------------------- | ------- | --------------------- | ------- | ------- | ------- | ------- | ------- | ------- | --------- |
| 21 abr  | 18:00   | Sada Cruzeiro Vôlei   | 3–0     | Praia Clube           | 25–23   | 25–22   | 25–16   |         |         | 75–61   | Relatório |
| 26 abr  | 18:00   | Praia Clube           | 1–3     | Sada Cruzeiro Vôlei   | 25–22   | 22–25   | 16–25   | 15–25   |         | 78–97   | Relatório |
| 7º x 3º |         |                       |         |                       |         |         |         |         |         |         |           |
| 22 abr  | 18:00   | Vôlei Renata/Campinas | 3–0     | Suzano Vôlei          | 40–38   | 25–18   | 25–20   |         |         | 90–76   | Relatório |
| 26 abr  | 21:00   | Suzano Vôlei          | 2–3     | Vôlei Renata/Campinas | 23–25   | 25–18   | 27–25   | 18–25   | 12–15   | 105–108 | Relatório |

### Final
- Local: Ginásio do Ibirapuera, São Paulo

| Data  | Hora  |                     | Placar |                       | Set 1 | Set 2 | Set 3 | Set 4 | Set 5 | Total | Relatório |
| ----- | ----- | ------------------- | ------ | --------------------- | ----- | ----- | ----- | ----- | ----- | ----- | --------- |
| 4 mai | 10:00 | Sada Cruzeiro Vôlei | 3–1    | Vôlei Renata/Campinas | 18–25 | 25–23 | 25–23 | 25–21 |       | 93–92 | Relatório |

## Classificação final
| Posição           | Equipe                  | Classificação/rebaixamento      |
| ----------------- | ----------------------- | ------------------------------- |
| Medalha de ouro   | Sada Cruzeiro Vôlei     | Sul-Americano de Clubes de 2026 |
| Medalha de prata  | Vôlei Renata/Campinas   | Superliga Série A de 2025–26    |
| Medalha de bronze | Praia Clube             | Superliga Série A de 2025–26    |
| 4                 | Suzano Vôlei            | Superliga Série A de 2025–26    |
| 5                 | Itambé/Minas            | Superliga Série A de 2025–26    |
| 6                 | Sesi-Bauru              | Superliga Série A de 2025–26    |
| 7                 | Joinville Vôlei         | Superliga Série A de 2025–26    |
| 8                 | Vedacit/Vôlei Guarulhos | Superliga Série A de 2025–26    |
| 9                 | Viapol Vôlei São José   | Superliga Série A de 2025–26    |
| 10                | Saneago Goiás Vôlei     | Superliga Série A de 2025–26    |
| 11                | APAN/Roll-on            | Superliga Série B de 2026       |
| 12                | Neurologia Ativa        | Superliga Série B de 2026       |

| Superliga Série A de 2024–25             |
| ---------------------------------------- |
| Sada Cruzeiro Vôlei Campeão (9.º título) |

| Elenco |
| --- |
| Alexandre Elias, Centola, Cledenílson, Douglas Souza, Felipe Parra, Gustavo Campelo, Juan Velasco, Lucão, Matheus Brasília, Oppenkoski, Otávio Pinto, Rodrigo Leão, Wallace de Souza, Wilian Doardo |
| Técnico |
| Filipe Ferraz |

### Seleção da Superliga
Os atletas, técnico e árbitro que se destacaram individualmente foram:
| Posição            | Jogador          | Equipe                  |
| ------------------ | ---------------- | ----------------------- |
| MVP                | Lucão            | Sada Cruzeiro Vôlei     |
| Melhor oposto      | Darlan Souza     | Sesi-Bauru              |
| 1º melhor ponteiro | Douglas Souza    | Sada Cruzeiro Vôlei     |
| 2º melhor ponteiro | Adriano Xavier   | Vôlei Renata/Campinas   |
| 1º melhor central  | Lucão            | Sada Cruzeiro Vôlei     |
| 2º melhor central  | Judson Amabel    | Vôlei Renata/Campinas   |
| Melhor levantador  | Matheus Brasília | Sada Cruzeiro Vôlei     |
| Melhor líbero      | Alexandre Elias  | Sada Cruzeiro Vôlei     |
| Atleta revelação   | Léo Lukas        | Vedacit/Vôlei Guarulhos |
| Melhor técnico     | Filipe Ferraz    | Sada Cruzeiro Vôlei     |

## Estatísticas
| Rank | Jogador          | Clube                 | Pontos |
| ---- | ---------------- | --------------------- | ------ |
| 1    | Darlan Souza     | Sesi-Bauru            | 598    |
| 2    | Bruno Lima       | Vôlei Renata/Campinas | 483    |
| 3    | Franco Paese     | Praia Clube           | 480    |
| 4    | Adriano Xavier   | Vôlei Renata/Campinas | 445    |
| 5    | Guilherme Sabino | Suzano Vôlei          | 427    |

| Rank | Jogador          | Clube                 | Pontos |
| ---- | ---------------- | --------------------- | ------ |
| 1    | Judson Amabel    | Vôlei Renata/Campinas | 81     |
| 2    | Pietro Santos    | Praia Clube           | 67     |
| 3    | Leonardo Andrade | Vôlei Renata/Campinas | 65     |
| 4    | Lucas Saatkamp   | Sada Cruzeiro Vôlei   | 62     |
| 5    | Éder Levi        | APAN/Roll-on          | 54     |

### Melhor sacador
| Rank | Jogador        | Clube                   | Pontos |
| ---- | -------------- | ----------------------- | ------ |
| 1    | Darlan Souza   | Sesi-Bauru              | 62     |
| 2    | Judson Amabel  | Vôlei Renata/Campinas   | 32     |
| 3    | André Saliba   | Vedacit/Vôlei Guarulhos | 31     |
| 4    | Adriano Xavier | Vôlei Renata/Campinas   | 30     |
| 5    | Isac Santos    | Itambé/Minas            | 29     |

Pontos marcados no saque ace. Fonte: CBV